# Vosges
Vosges este un departament în estul Franței, situat în regiunea Grand Est. Este unul dintre departamentele Franței create în urma Revoluției din 1790. Este numit după Munții Vosgi ce ocupă o bună parte din departament. La rândul lor, Munții Vosgi (în franceză Vosges, în germană Vogesen) au primit numele de la Vosegus, zeul celtic al munților, pădurilor și vânătoarei.

## Localități selectate

### Prefectură
- Épinal

### Sub-prefecturi
- Neufchâteau
- Saint-Dié-des-Vosges

### Alte orașe
- Remiremont

## Diviziuni administrative
- 3 arondismente;
- 31 cantoane;
- 515 comune;